# John Blackley
John Henderson Blackley (ur. 12 maja 1948 w Westquarter) – szkocki piłkarz występujący podczas kariery na pozycji obrońcy.

## Kariera klubowa
John Blackley zawodową karierę rozpoczynał w 1963 roku w szkockim klubie Hibernian. Z Hibernianem zdobył Pucharu Ligi Szkockiej w 1973(w 1969 i 1975 dotarł do finału) oraz dotarł do finału Pucharu Szkocji w 1972. W trakcie sezonu 1977/78 przeszedł do angielskiego Newcastle United, z którym kilka miesięcy później spadł do drugiej ligi. W 1979 został zawodnikiem drugoligowego Preston North End, z którym w 1981 spadł do trzeciej ligi. W 1981 powrócił do Szkocji i został zawodnikiem czwartoligowego Hamilton Academical. W 1983 powrócił do Hibernianu, w którym w tym rok później zakończył karierę.
| Sezon   | Klub                     | Kraj    | Rozgrywki      | Mecze | Bramki |
| ------- | ------------------------ | ------- | -------------- | ----- | ------ |
| 1967/68 | Hibernian F.C.           | Szkocja | Division One   | 4     | 0      |
| 1968/69 | Hibernian F.C.           | Szkocja | Division One   | 13    | 0      |
| 1969/70 | Hibernian F.C.           | Szkocja | Division One   | 31    | 0      |
| 1970/71 | Hibernian F.C.           | Szkocja | Division One   | 29    | 2      |
| 1971/72 | Hibernian F.C.           | Szkocja | Division One   | 33    | 2      |
| 1972/73 | Hibernian F.C.           | Szkocja | Division One   | 29    | 0      |
| 1973/74 | Hibernian F.C.           | Szkocja | Division One   | 31    | 1      |
| 1974/75 | Hibernian F.C.           | Szkocja | Division One   | 22    | 0      |
| 1975/76 | Hibernian F.C.           | Szkocja | Division One   | 34    | 1      |
| 1976/77 | Hibernian F.C.           | Szkocja | Division One   | 31    | 0      |
| 1977/78 | Hibernian F.C.           | Szkocja | Division One   | 7     | 0      |
| 1977/78 | Newcastle United F.C.    | Anglia  | Division One   | 18    | 0      |
| 1978/79 | Newcastle United F.C.    | Anglia  | Division Two   | 28    | 0      |
| 1979/80 | Preston North End F.C.   | Anglia  | Division Two   | 27    | 0      |
| 1980/81 | Preston North End F.C.   | Anglia  | Division Two   | 23    | 0      |
| 1981/82 | Preston North End F.C.   | Anglia  | Division Three | 3     | 0      |
| 1981/82 | Hamilton Academical F.C. | Szkocja | Division Four  | 19    | 0      |
| 1982/83 | Hamilton Academical F.C. | Szkocja | Division Four  | 19    | 0      |
| 1983/84 | Hibernian F.C.           | Szkocja | Division One   | 16    | 0      |

## Kariera reprezentacyjna
W reprezentacji Szkocji Blackey zadebiutował 17 października 1973 w przegranym 0-1 meczu eliminacjach mistrzostw świata 1974 z Czechosłowacją. W 1974 został powołany do kadry na mistrzostwa świata. Na mundialu w RFN wystąpił w meczu z Zairem. Ostatni raz w reprezentacji wystąpił 27 kwietnia 1977 w wygranym 3-1 towarzyskim meczu ze Szwecją. Ogółem w reprezentacji rozegrał 7 meczów.
| Mecze i gole w reprezentacji | Mecze i gole w reprezentacji | Mecze i gole w reprezentacji | Mecze i gole w reprezentacji | Mecze i gole w reprezentacji | Mecze i gole w reprezentacji | Mecze i gole w reprezentacji |
| #                            | Data                         | Miasto                       | Przeciwnik                   | Gol                          | Wynik                        |                              |
| ---------------------------- | ---------------------------- | ---------------------------- | ---------------------------- | ---------------------------- | ---------------------------- | ---------------------------- |
| 1.                           | 17.10.1973                   | Bratysława                   | Czechosłowacja               |                              | 0:1                          | el. MŚ 1974                  |
| 2.                           | 18.05.1974                   | Glasgow                      | Anglia                       |                              | 2:0                          | British Home Championship    |
| 3.                           | 01.06.1974                   | Bruksela                     | Belgia                       |                              | 1:2                          | towarzyski                   |
| 4.                           | 14.06.1974                   | Dortmund                     | Zair                         |                              | 2:0                          | Mistrzostwa Świata           |
| 5.                           | 07.04.1976                   | Glasgow                      | Szwajcaria                   |                              | 1:0                          | towarzyski                   |
| 1.                           | 17.11.1976                   | Glasgow                      | Walia                        |                              | 1:0                          | el. MŚ 1978                  |
| 7.                           | 27.04.1977                   | Glasgow                      | Szwecja                      |                              | 3:1                          | towarzyski                   |

## Kariera trenerska
Jeszcze przed zakończeniem kariery piłkarskiej Blackley został trenerem. W latach 1981–1983 był grającym-trenerem czwartoligowego Hamilton Academical. W latach 1984–1986 trenował Hibernian. Potem prowadził m.in. Dundee F.C.